# National Museum Cardiff
National Museum Cardiff (pol. Muzeum Narodowe w Cardiff) – muzeum i galeria sztuki poświęcone historii Walii. Jest położone w centrum Cardiff w Cathays Park. Budynek, w którym mieszczą się zbiory muzealne, został oficjalnie otwarty w 1927 roku. W zbiorach muzeum znajdują się eksponaty z dziedziny archeologii, geologii i historii naturalnej Walii oraz kolekcja dzieł sztuki.

## Zbiory

### Kolekcja sztuki
Kolekcja sztuki Muzeum Narodowego w Cardiff obejmuje 500 lat historii malarstwa rysunku, rzeźby i rzemiosła artystycznego Walii i świata, w tym jedną z najbogatszych w Europie kolekcji dzieł impresjonistów, zebranych w dziale: Impresjonizm i modernizm. Do powstania tych zbiorów przyczyniła się pasja kolekcjonerska sióstr Davies, Gwendoline (1882–1951) i Margaret (1884–1963), które w 1908 roku rozpoczęły gromadzenie dzieł sztuki, tworząc z czasem jedną z największych XX-wiecznych kolekcji sztuki w Wielkiej Brytanii. W latach 1951 i 1963 podarowały one Muzeum Narodowemu łącznie 260 dzieł. Na ich kolekcję (The Davies Sisters collection) składają się obrazy takich artystów jak: William Turner, Jean Baptiste Camille Corot, Jean-François Millet, Honoré Daumier, Eugène Carrière, Édouard Manet, Claude Monet, Camille Pissarro, Pierre Puvis de Chavannes, Paul Signac, Paul Cézanne i Vincent van Gogh, rzeźby Auguste’a Rodina oraz prace artystów walijskich: Mosesa Griffitha (1749–1819) i Richarda Wilsona. Oprócz prac impresjonistów i postimpresjonistów w zbiorach sióstr Davies znalazły się dwa obrazy z pracowni Sandro Botticellego, obraz Obnażanie Chrystusa z szat El Greca a także eksponaty sztuki współczesnej (prace takich artystów jak Augustus John, Josef Herman, Oskar Kokoschka, Stanley Spencer, Wyndham Lewis, Frank Brangwyn).
Zbiory sztuki w Muzeum Narodowym uzupełniają ponadto kolekcje:
- Dereka Williamsa (The Derek Williams Trust Collection) – na którą składają się m.in. prace brytyjskich artystów neoromantycznych i współczesnych (Ceri Richards, Keith Vaughan, Henry Moore);
- Williamsa-Wynna (The Williams-Wynn collection) – założona w XVIII w. przez walijskiego polityka i patrona artystów, sir Watkina Williams-Wynna, 4. Baroneta (1749–1789). Na jego zbiory składają się m.in. obrazy brytyjskich malarzy (Paul Sandby, Joshua Reynolds, Richard Wilson);
- Kolekcja europejskiej porcelany Wilfreda De Wintona (The De Winton collection of European porcelain) – donator pochodzący z rodziny bankierskiej Wilfred De Winton (1856–1929) był jednym z największych darczyńców Muzeum Narodowego. W latach 1917 i 1929 przekazał na rzecz muzeum ponad 2000 eksponatów XVIII- i XIX-wiecznej europejskiej porcelany. Jego kolekcja jest dziś jedną z największych, jakie znajdują się w brytyjskich muzeach;
- Kolekcja walijskiej ceramiki i porcelany Mortona Nance'a – The Morton Nance Collection of Welsh Pottery and Porcelain, podarowana muzeum w 1952, po śmierci jej właściciela. Obejmuje ok. 1500 eksponatów ceramiki i porcelany walijskiej, w tym egzemplarze wyprodukowane w zakładach w Swansea, Nantgarw i Llanelli.

#### Malarstwo renesansu

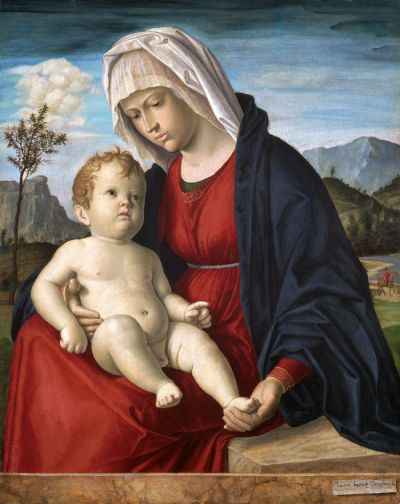
Cima da Conegliano, Madonna z Dzieciątkiem ok. 1500
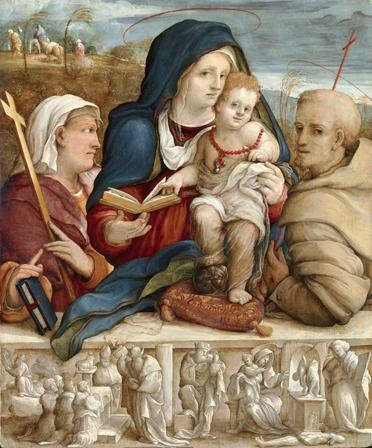
Amico Aspertini, Madonna z Dzieciątkiem pomiędzy św. Heleną, a św. Franciszkiem, 1520
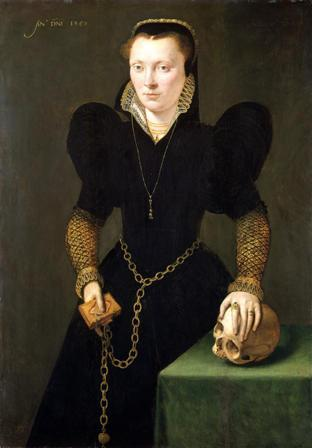
Adriaen van Cronenburgh, Portret Katarzyny Berain, "Matki Walii", 1568
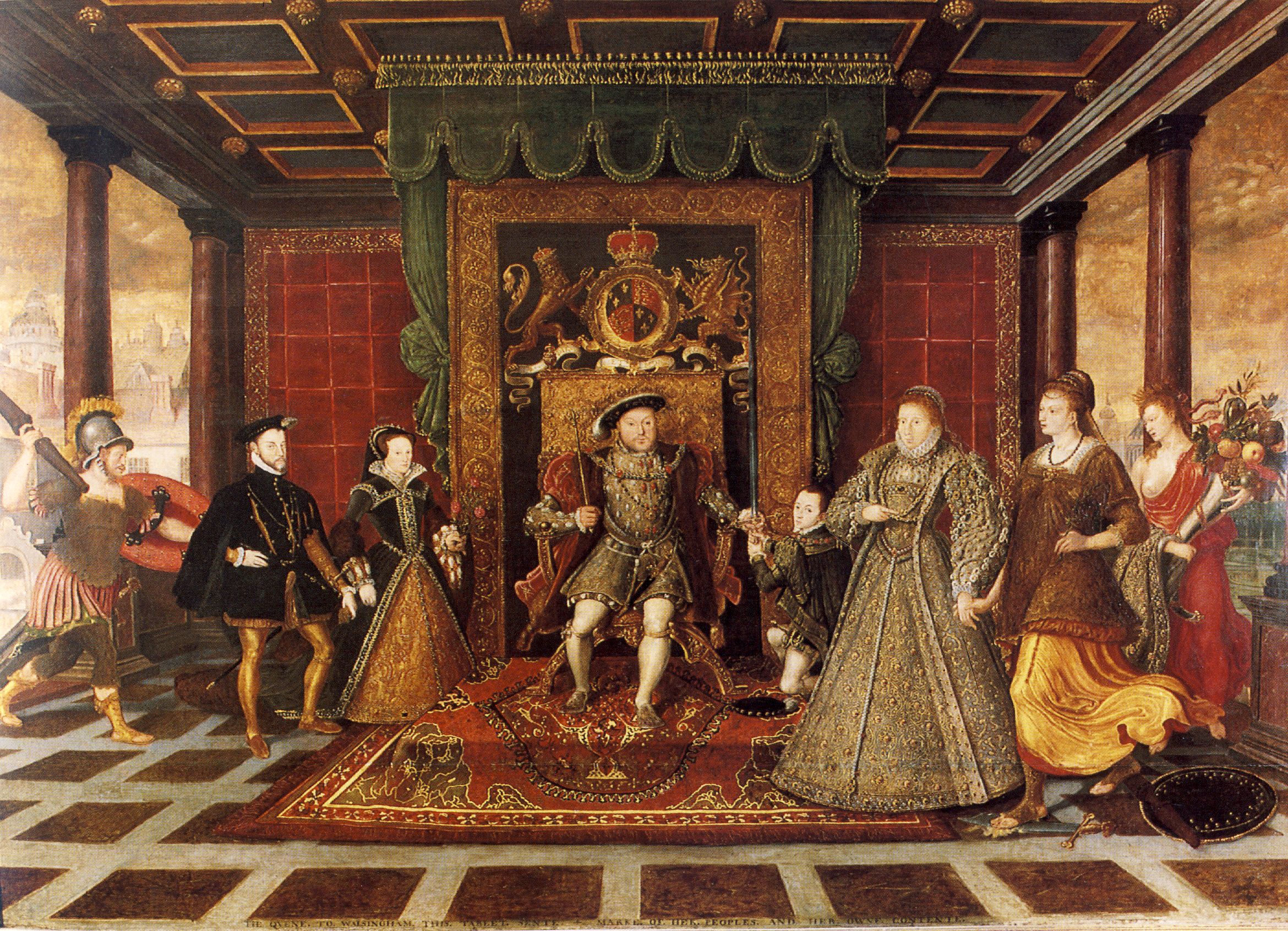
Obraz przypisywany Lucasowi de Heere, Rodzina Henryka VIII: Alegoria sukcesji Tudorów, ok. 1572

#### Malarstwo baroku

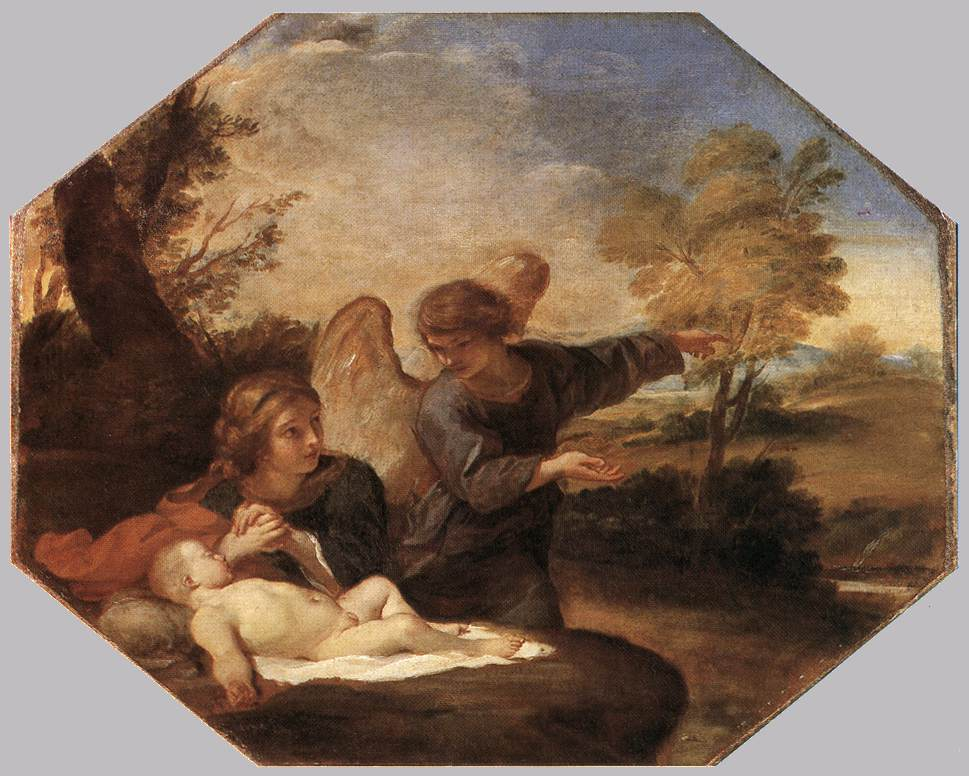
Andrea Sacchi, Hagar i Izmael na pustyni, ok. 1630
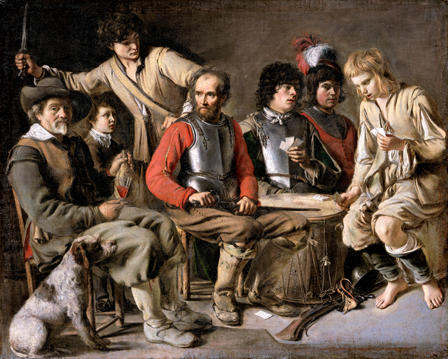
Mathieu Le Nain, Sprzeczka, 1640
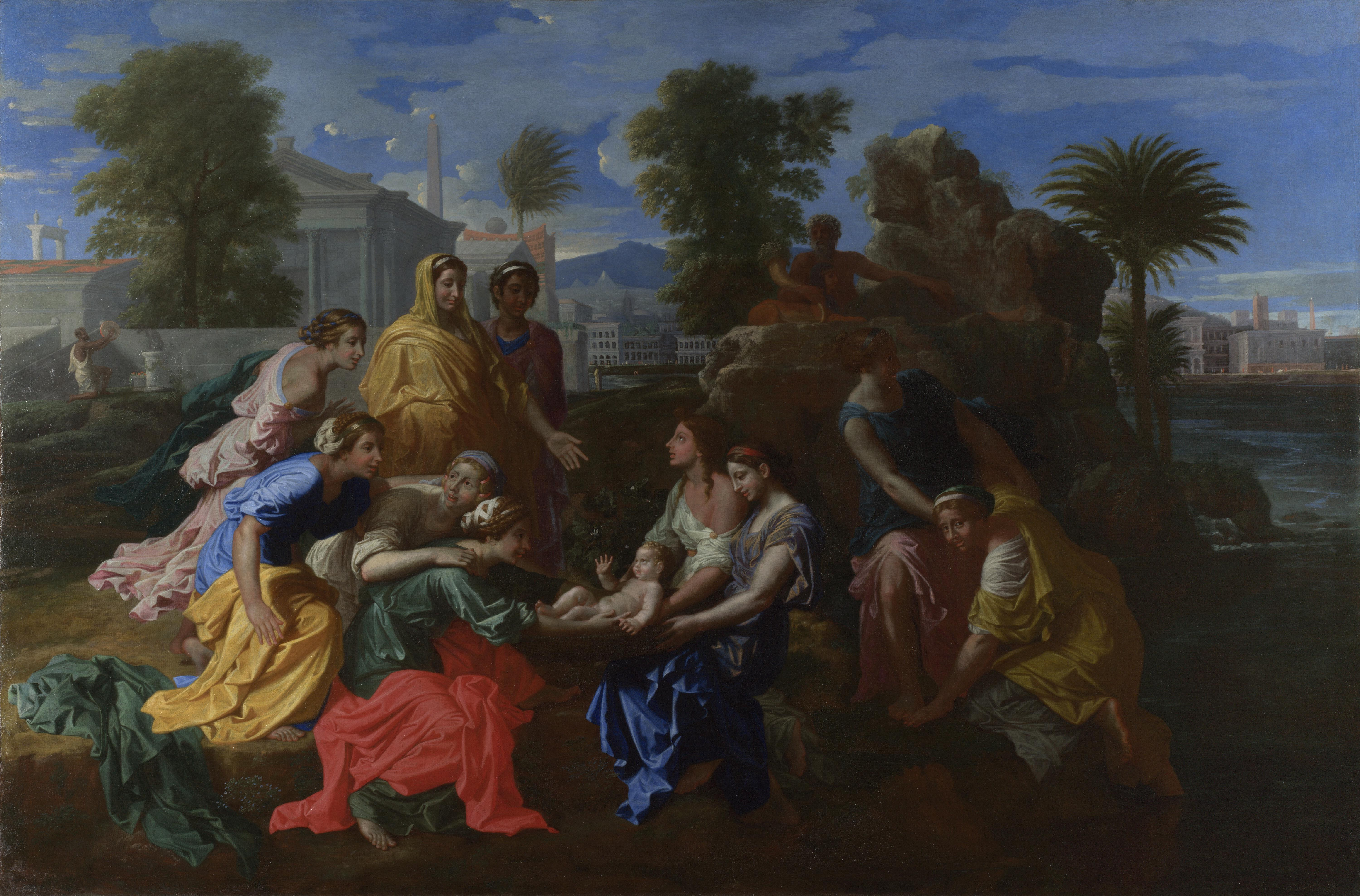
Nicolas Poussin, Znalezienie Mojżesza, 1651
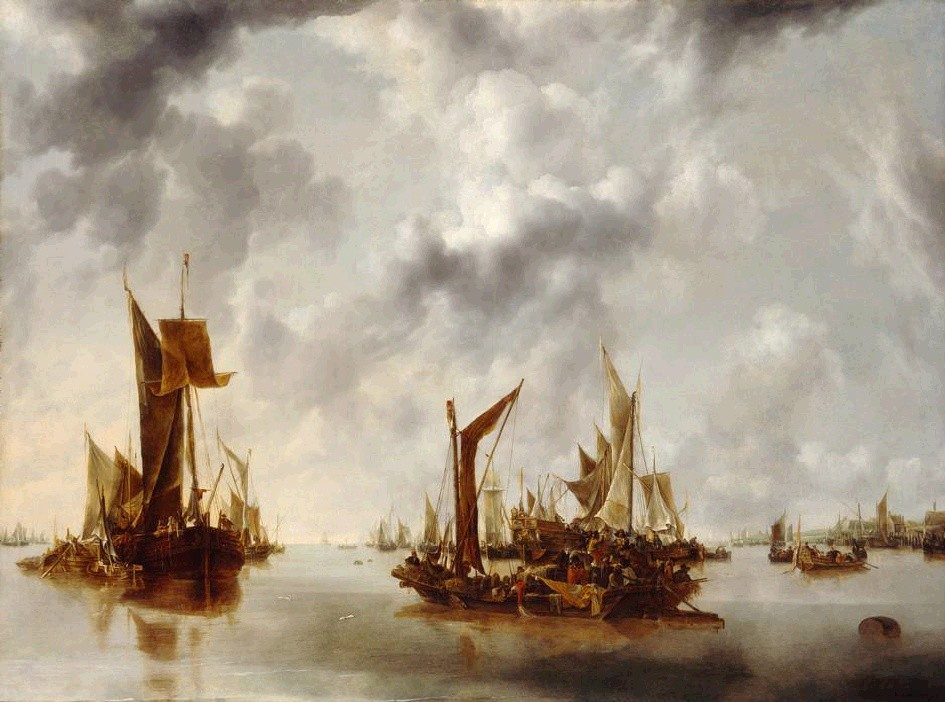
Jan van de Cappelle, Cisza morska, 1654

#### Impresjonizm

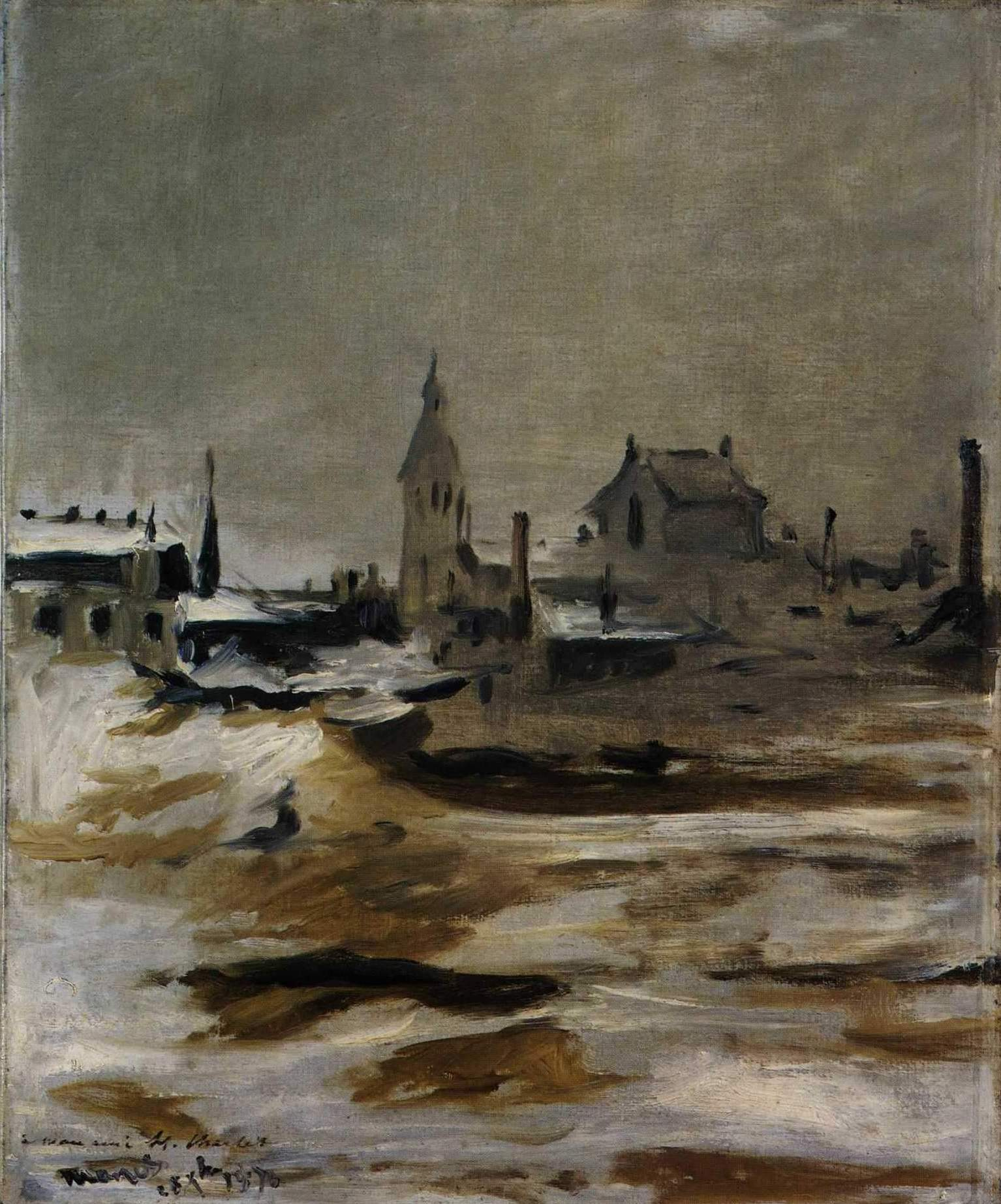
Édouard Manet, Efekt śnieżycy w Petit-Montrouge, 1870
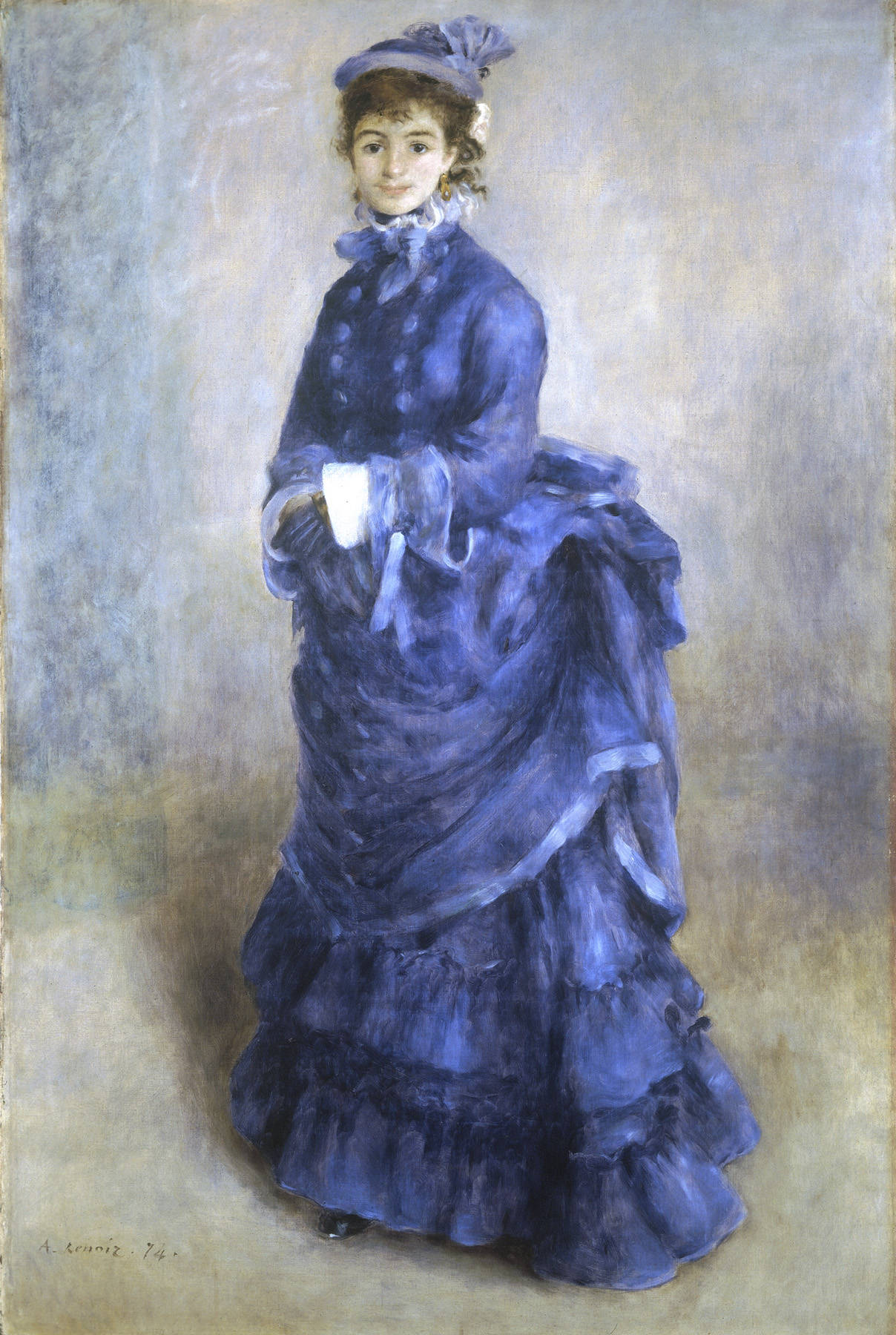
Auguste Renoir, Paryżanka (Dama w błękicie), 1874
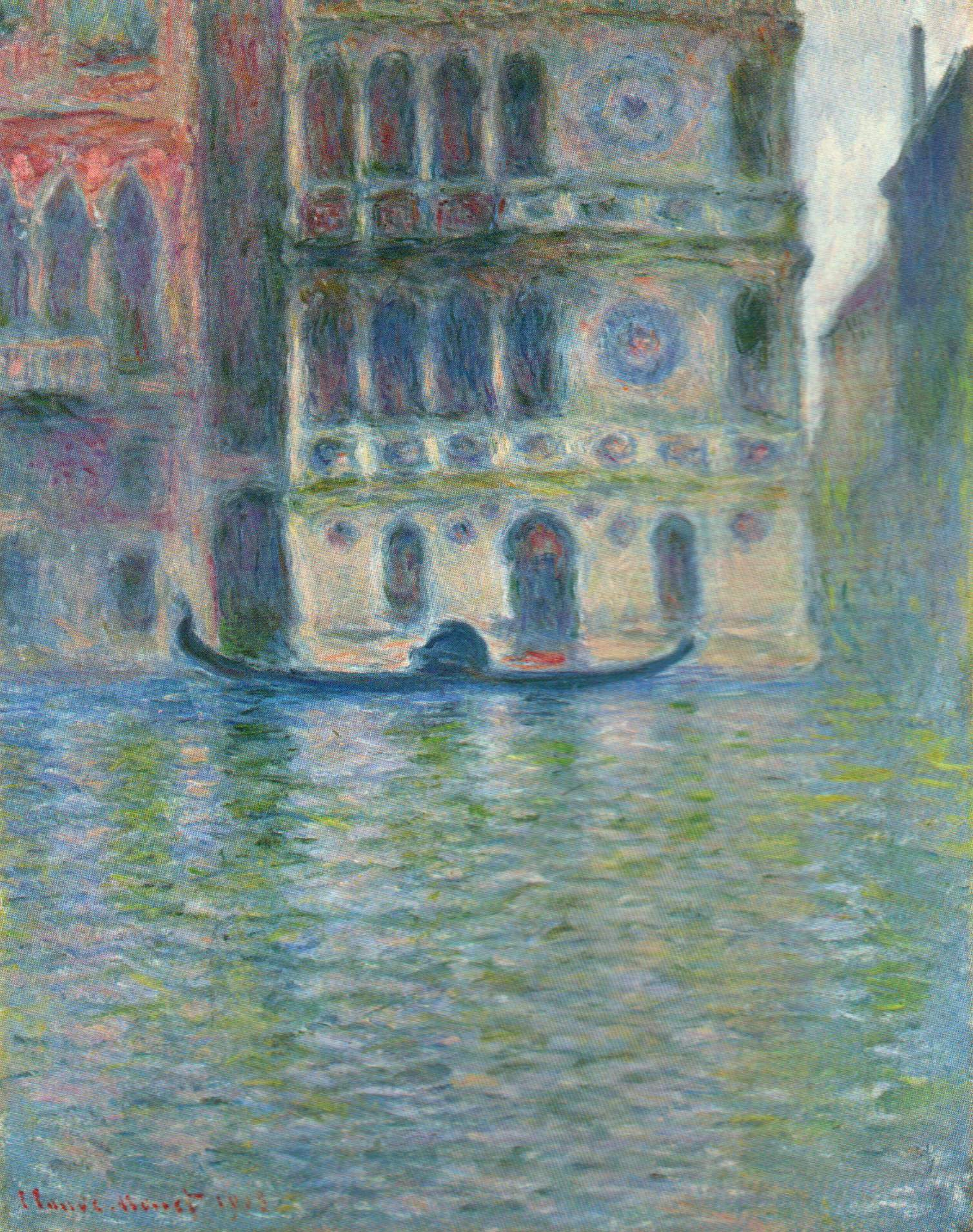
Claude Monet, Palazzo Dario, Wenecja, 1908
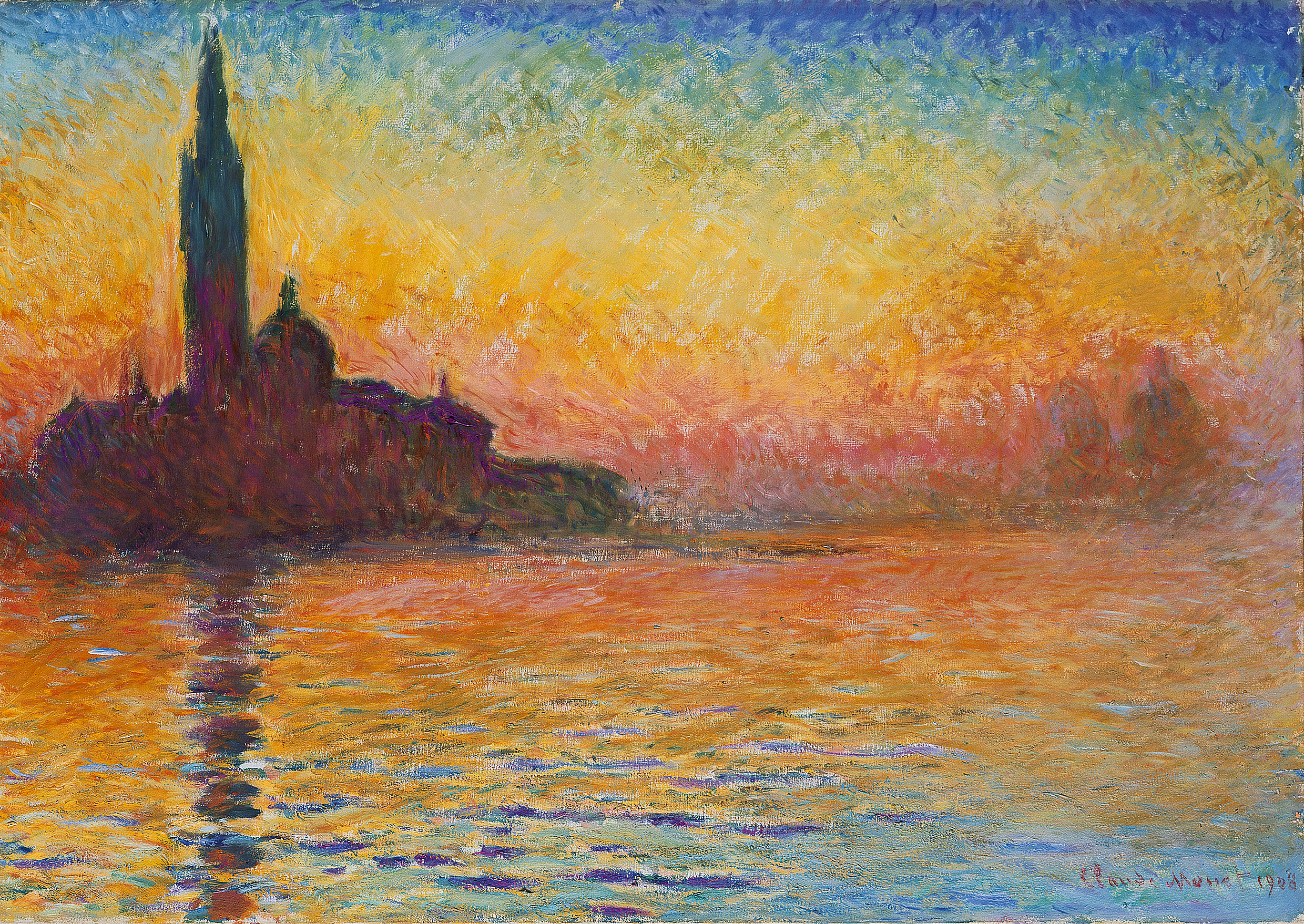
Claude Monet, San Giorgio Maggiore o zmierzchu, 1908

#### Postimpresjonizm

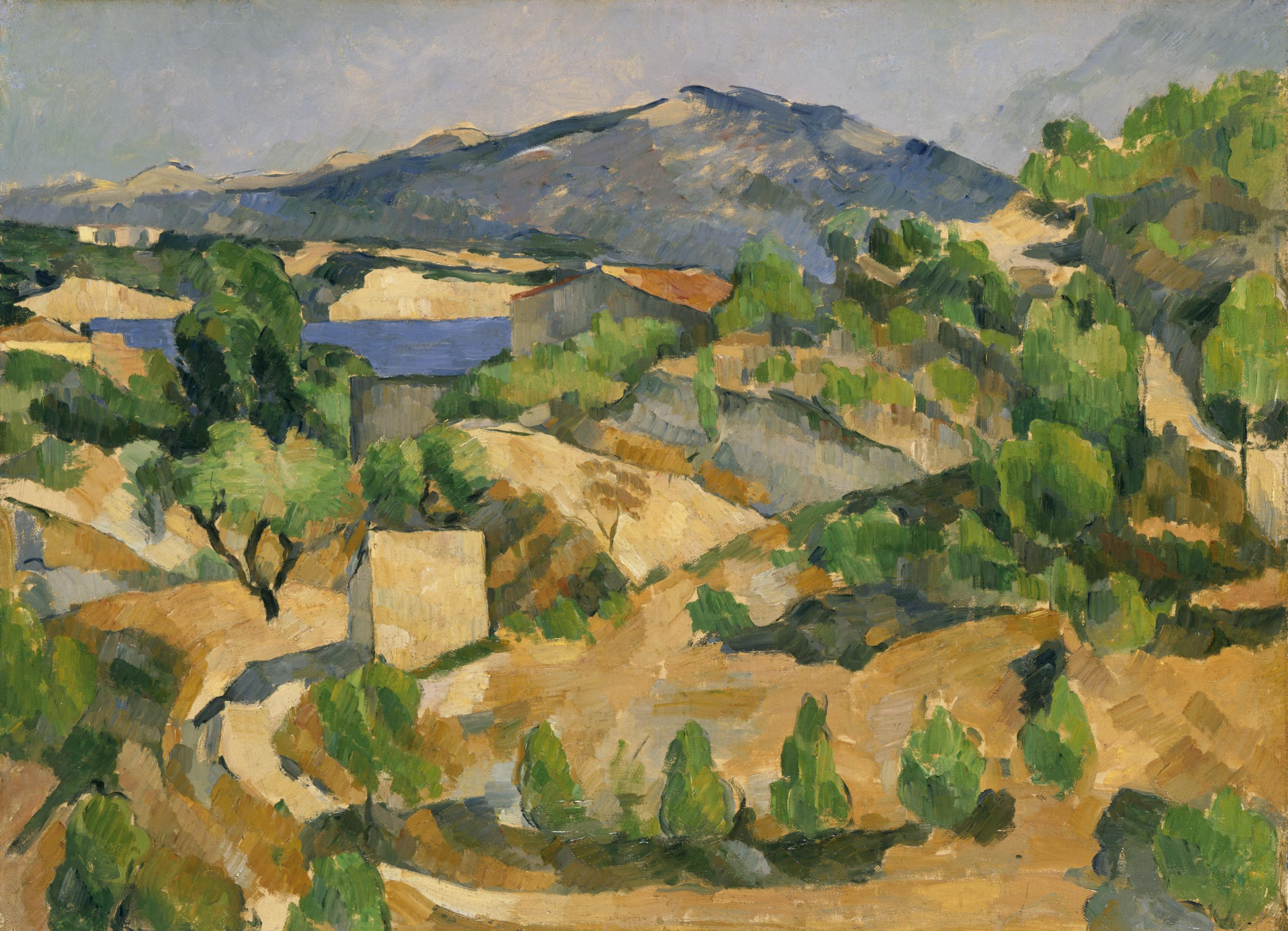
Paul Cézanne, Tama François Zoli, ok. 1877–1878
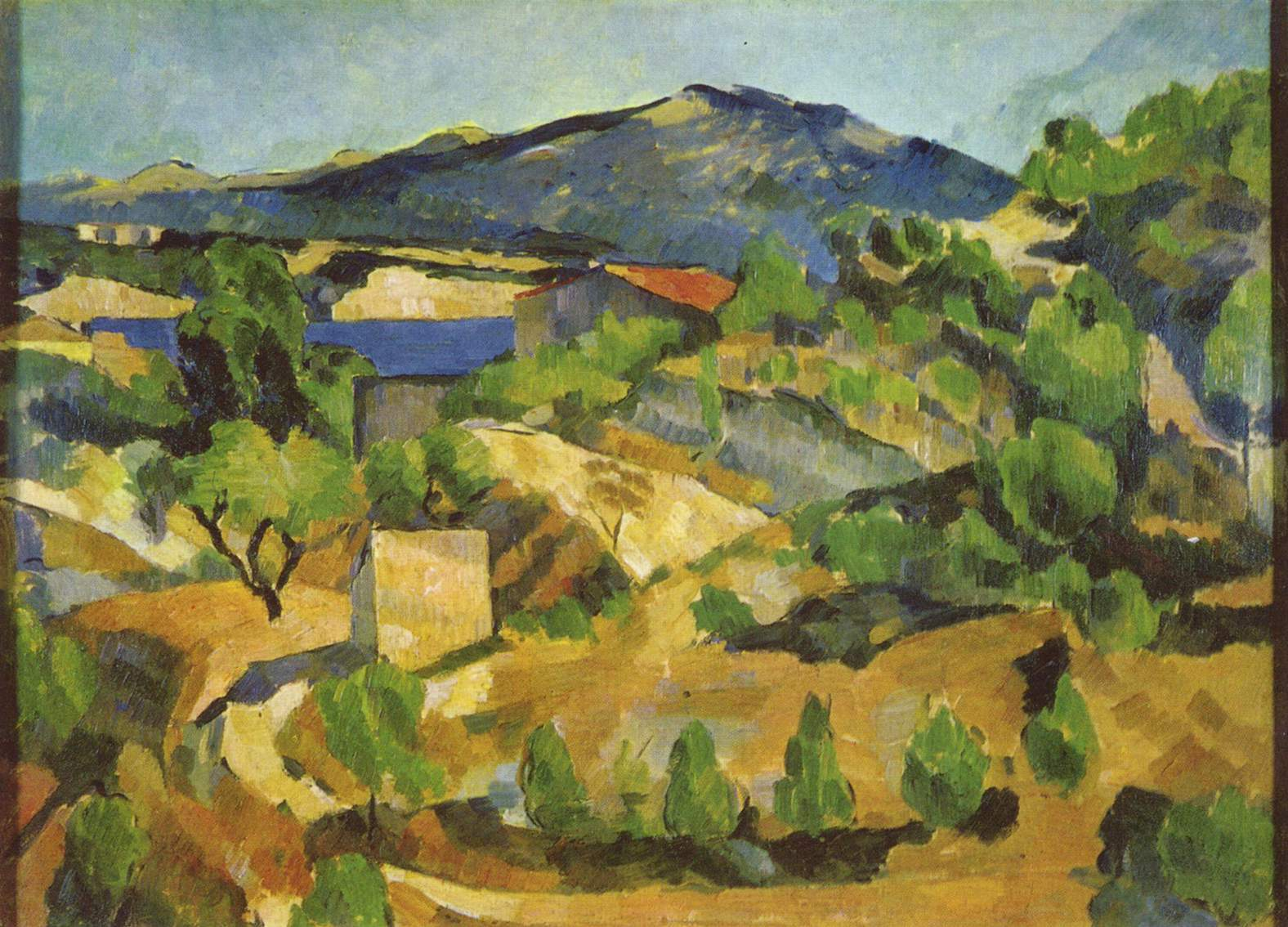
Paul Cézanne, Góry w Prowansji, 1878–1880
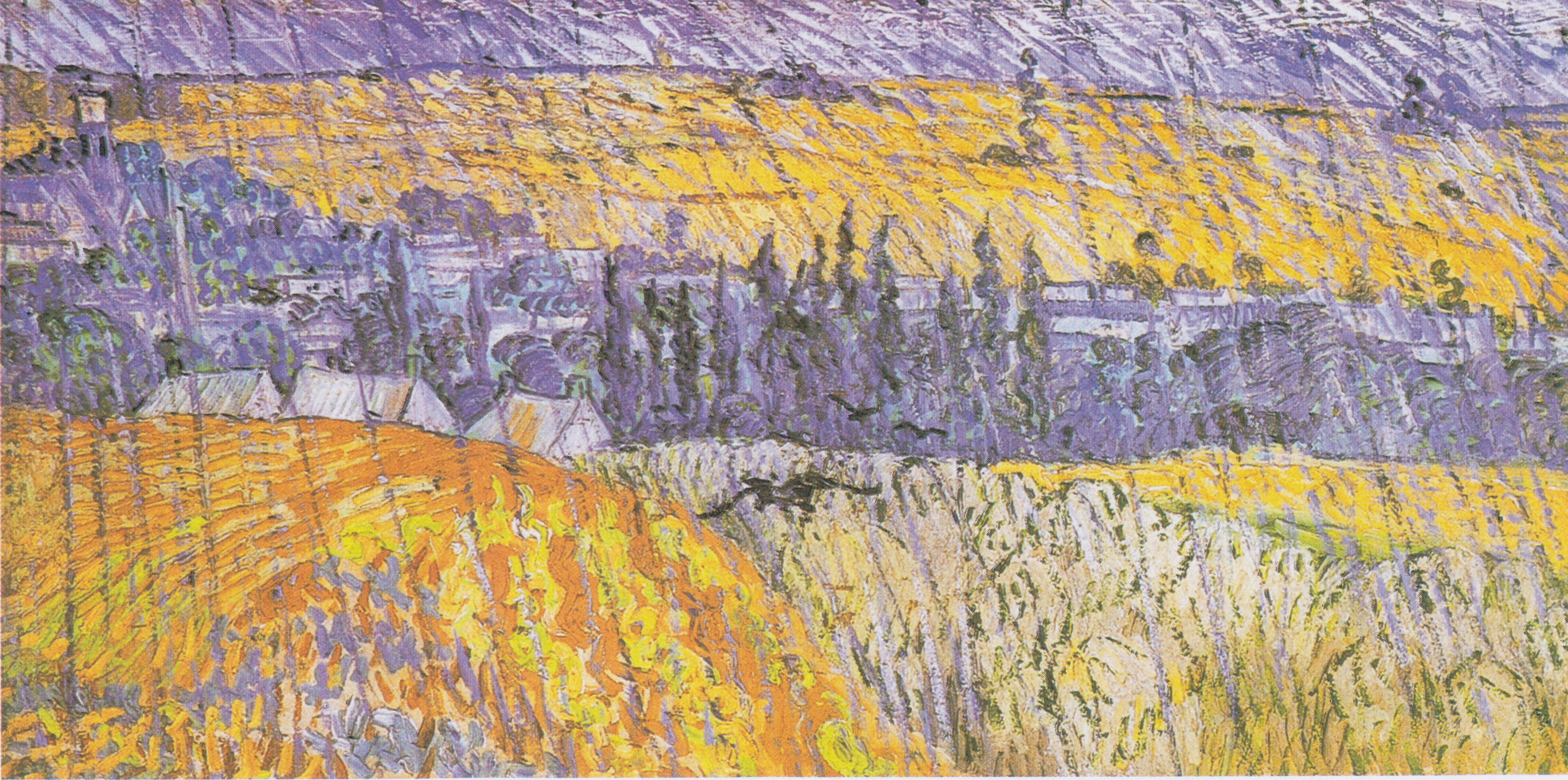
Vincent van Gogh, Pejzaż Auvers w deszczu, 1890

#### Malarstwo walijskie

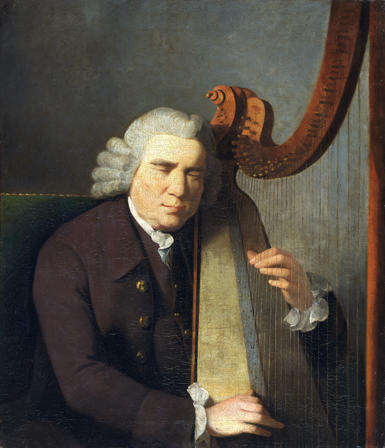
William Parry, Niewidomy walijski harfista, 1775–1782
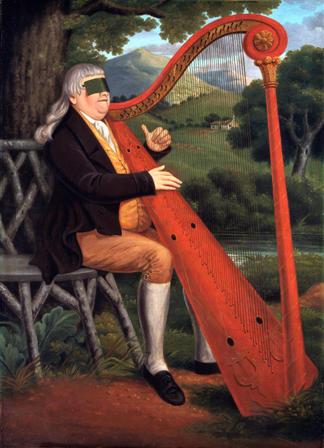
J.Chapman, William Williams, 'Will Penmorfa', 1826
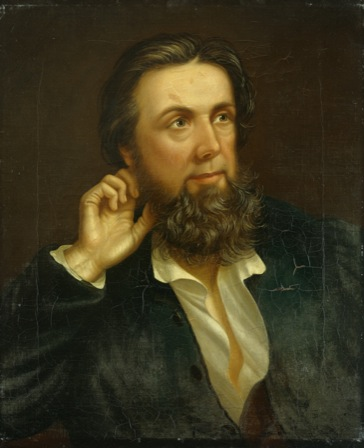
William Roos, Portret Johna Jonesa ("Talhaiarna"), 1864
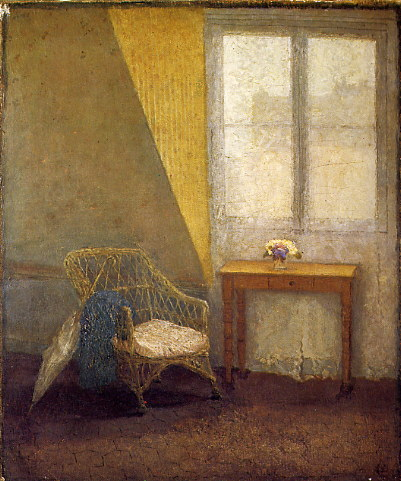
Gwen John, Narożnik pokoju artysty w Paryżu, 1907–1909

#### Kolekcja porcelany

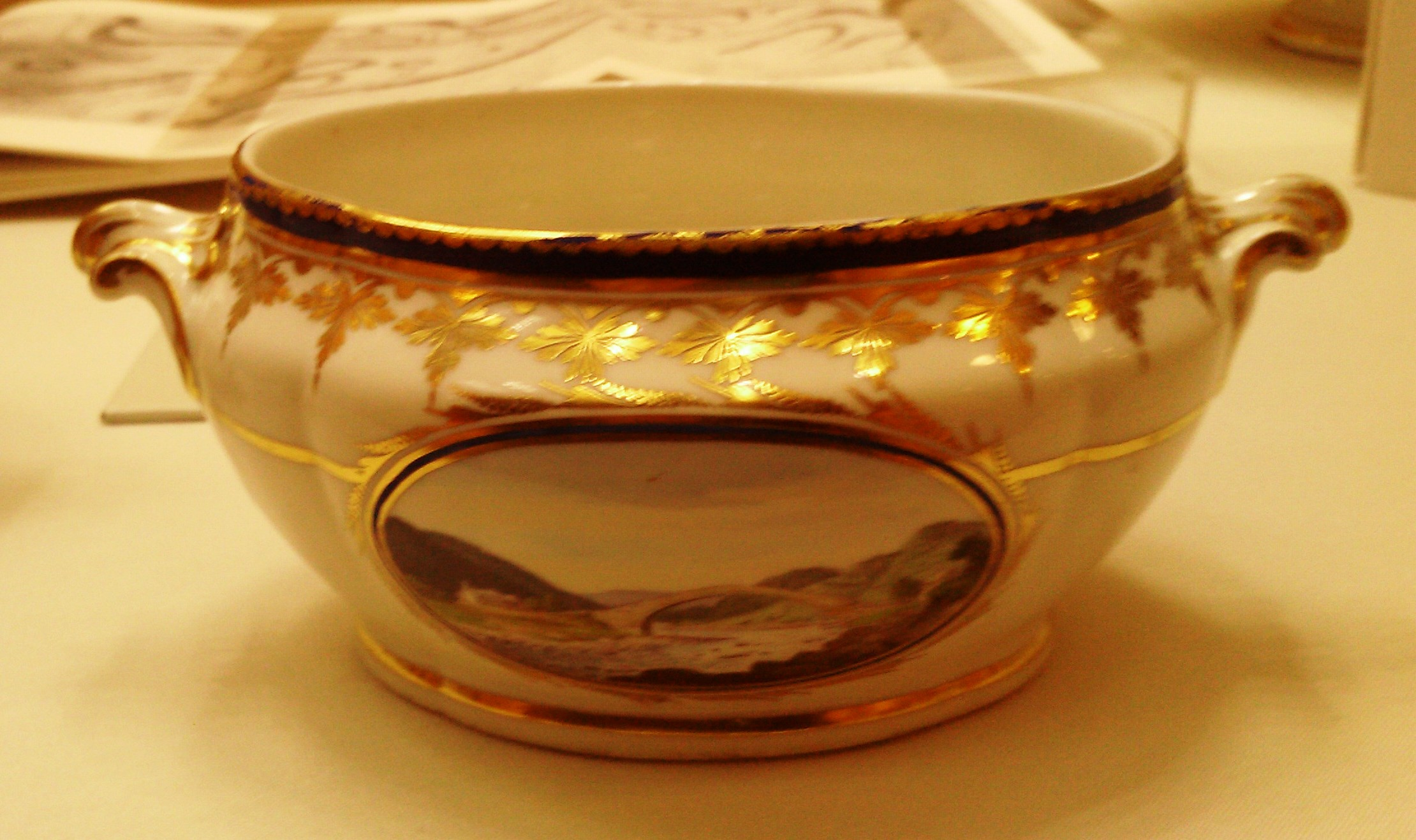
Serwis obiadowy, 1787
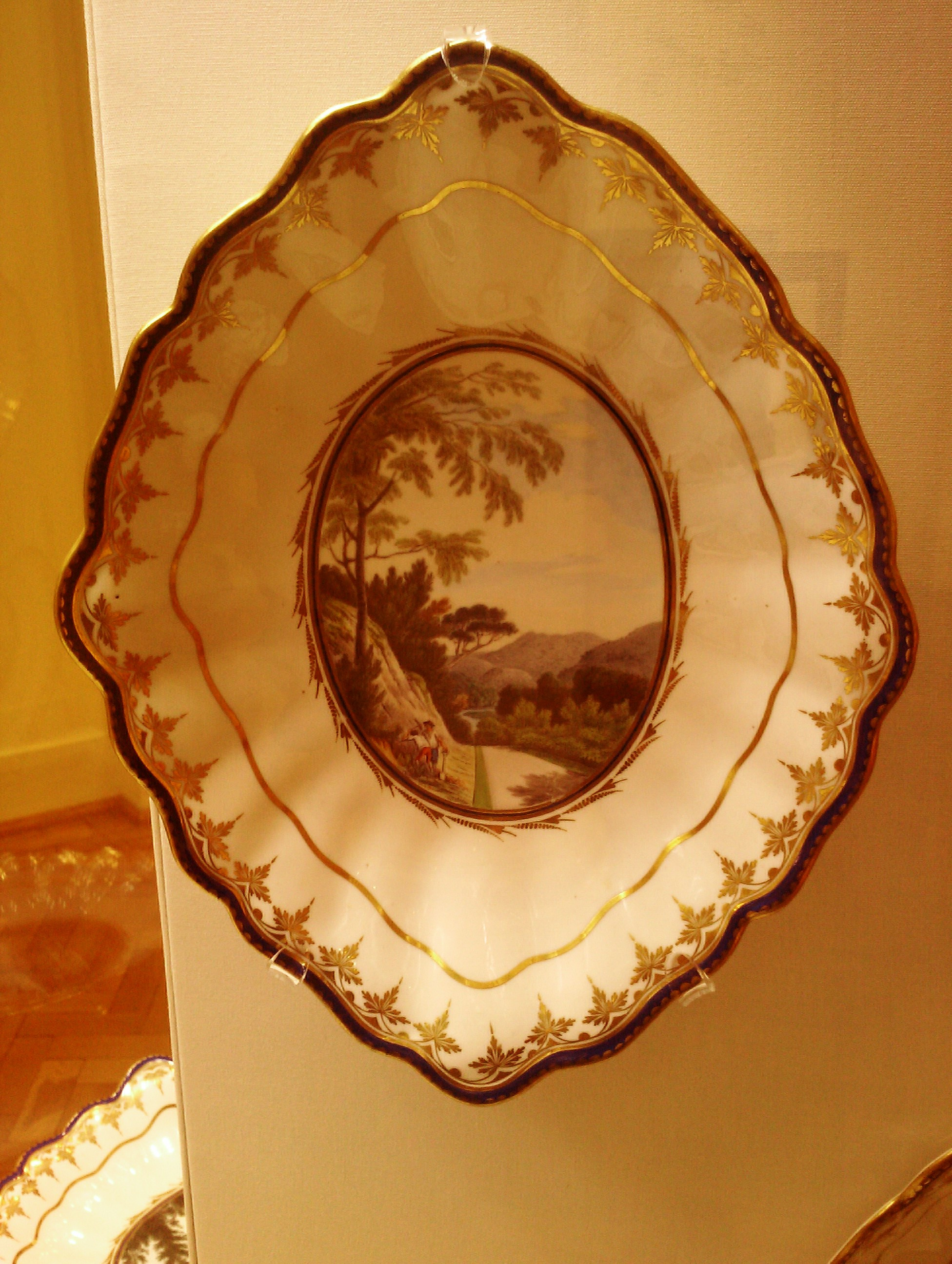
Serwis obiadowy, 1787
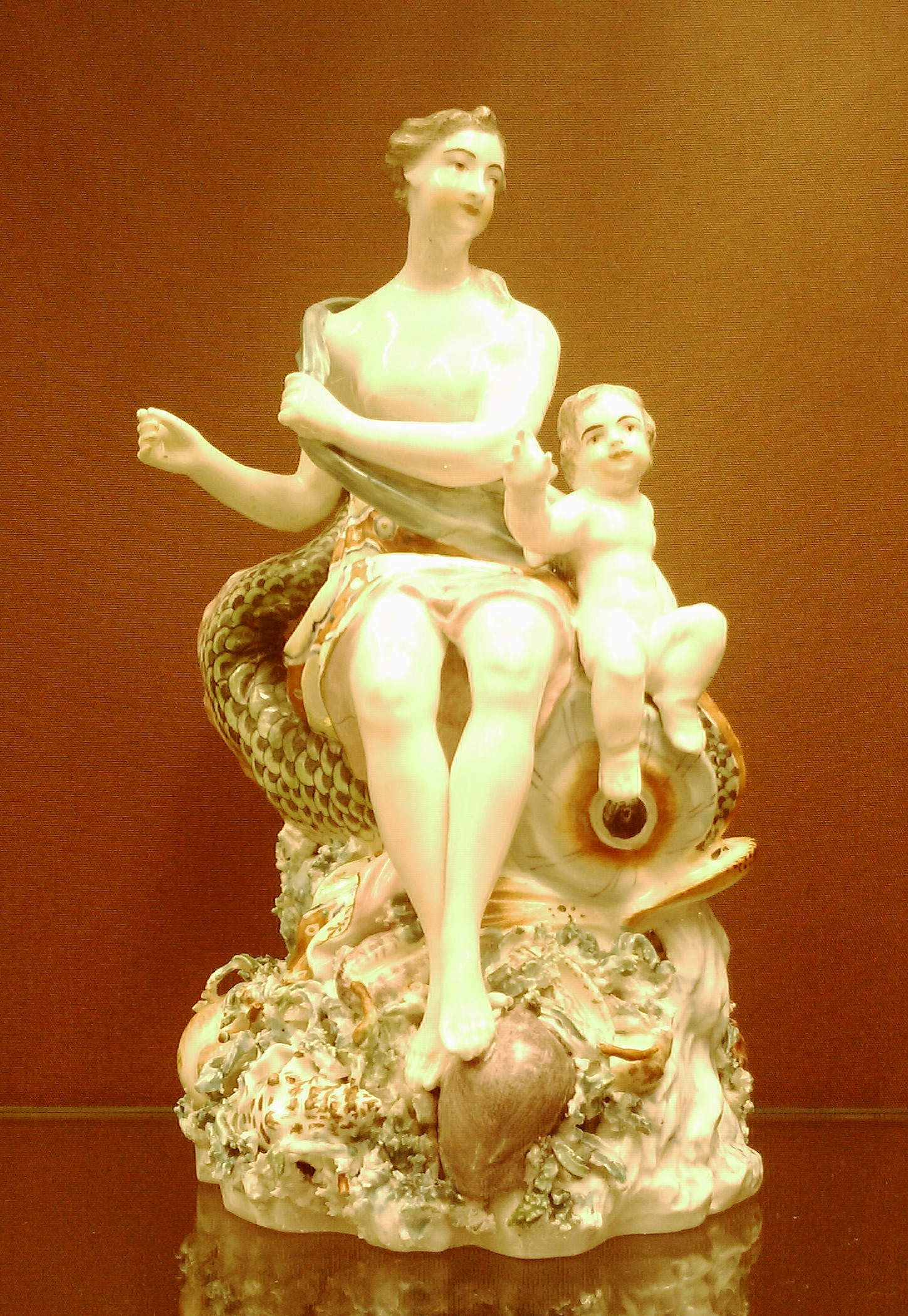
Figurka Amfitryty
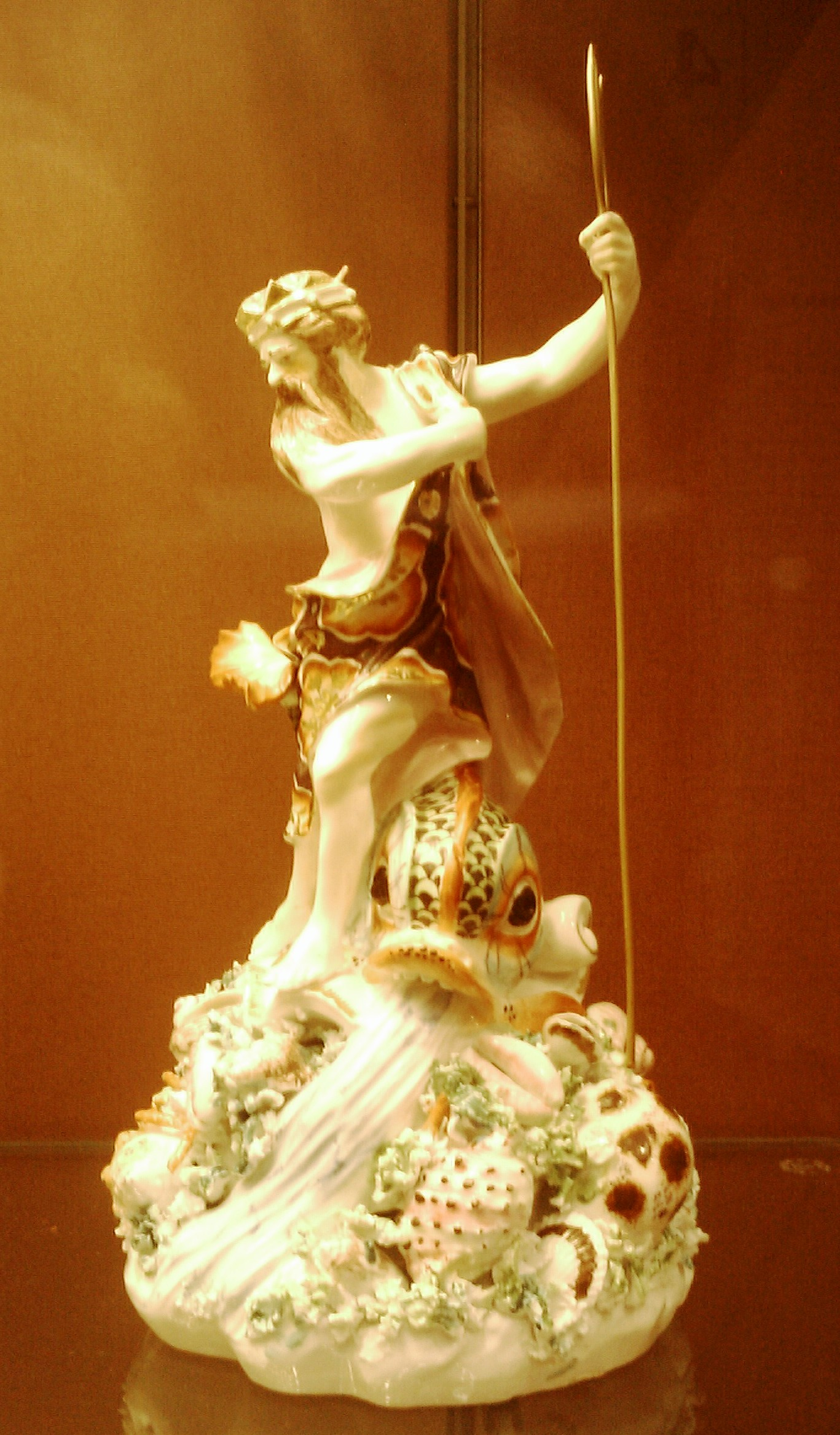
Figurka Neptuna

### Ewolucja w Walii
Wystawa obrazująca przebieg ewolucji na terenie Walii (Evolution of Wales) obejmuje przedział czasowy ok. 4,6 miliarda lat. Przegląd chronologiczny wystawy rozpoczyna się od Big Bangu i prowadzi do formowania się Ziemi ukazując kolejne stadia tego procesu (zmiany klimatyczne i środowiskowe, ewolucję życia). Wśród eksponatów tego działu znajdują się m.in.: meteoryty, z których jeden spadł, według relacji świadków, w północnej Walii w 1949, skała księżycowa przywieziona z Księżyca na Ziemię w 1969 przez astronautów uczestniczących w wyprawie Apollo 11 oraz szczątki dinozaurów i mamutów.

### Historia naturalna w Walii
Kolekcja zbiorów przyrodniczych to przegląd historii naturalnej na terenie Walii, począwszy od wybrzeża morskiego aż po lasy w głębi kraju. Imponujące walijskie klify są miejscem kolonii ptaków morskich. Specjalne miejsce zajmuje tu zwłaszcza wyspa Scomer (hrabstwo Pembrokeshire) u wybrzeży południowo-zachodniej Walii, na której znajduje się jedna z największych kolonii ptaków morskich w Europie Północno-Zachodniej. Walijskie lasy, porośnięte drzewami, których wiek dochodzi to 200 lat, to z kolei miejsce życia dzikiej zwierzyny i ptactwa.
Do głównych atrakcji tego działu należą:
- ogromny, zawieszony pod stropem długoszpar, mierzący 7,5 m i ważący 4 tony (największa ryba spotykana u wybrzeży Walii),
- szkielet młodego, 9-metrowego humbaka wyłowionego w październiku 1982 u wybrzeży Barry,
- okaz żółwia skórzastego znalezionego we wrześniu 1988 na plaży w pobliżu zamku w Harlech, umieszczonego w galerii specjalnie jemu poświęconej; Okaz ten znalazł się z powodu swych wymiarów (waga: 916 kg, długość: ok. 3 m i 2,5 m rozpiętości płetw) w księdze rekordów Guinnessa; jest to największy egzemplarz tego gatunku, jaki kiedykolwiek odnotowano.

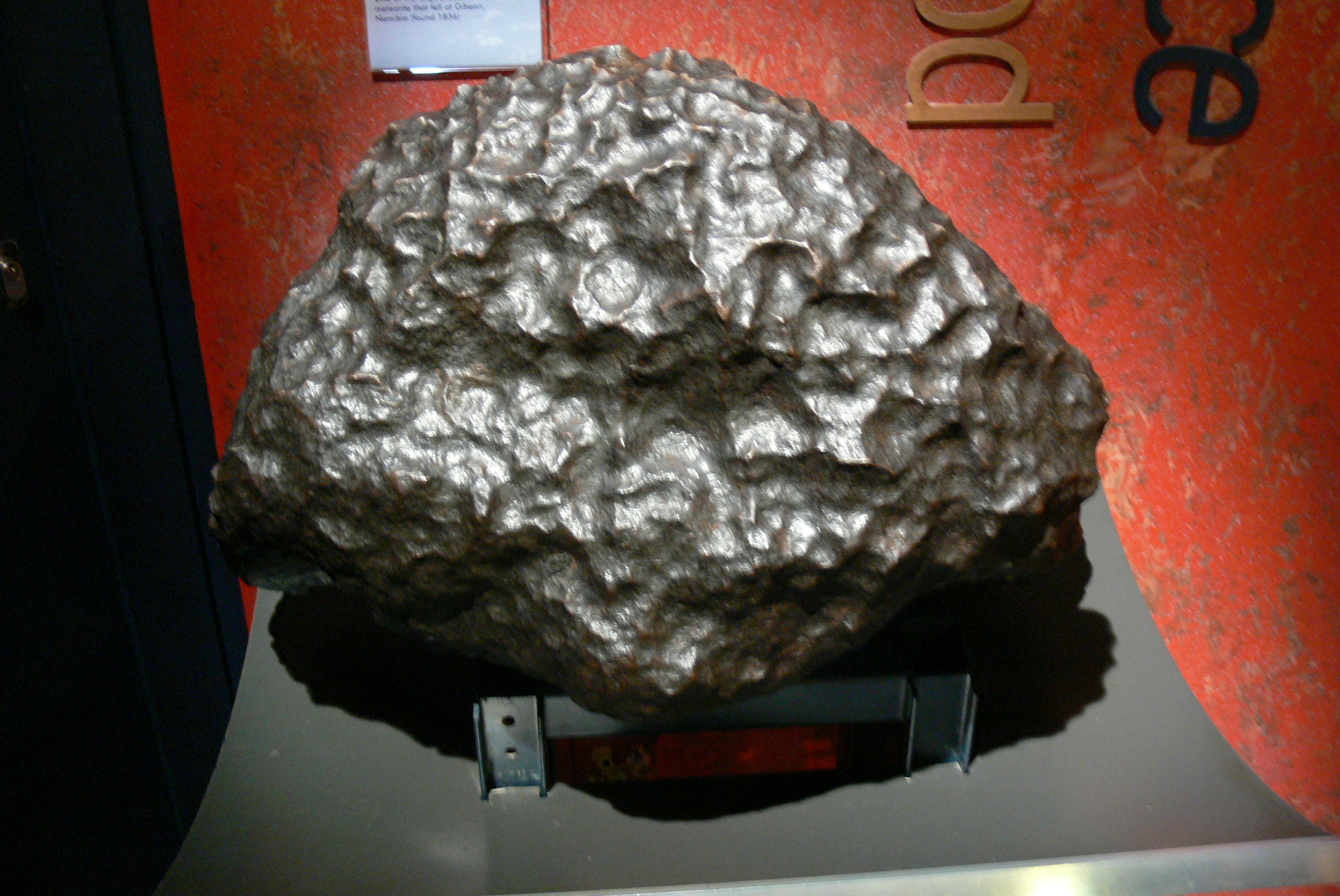
Meteoryt Gibeon znaleziony w 1836 w Namibii
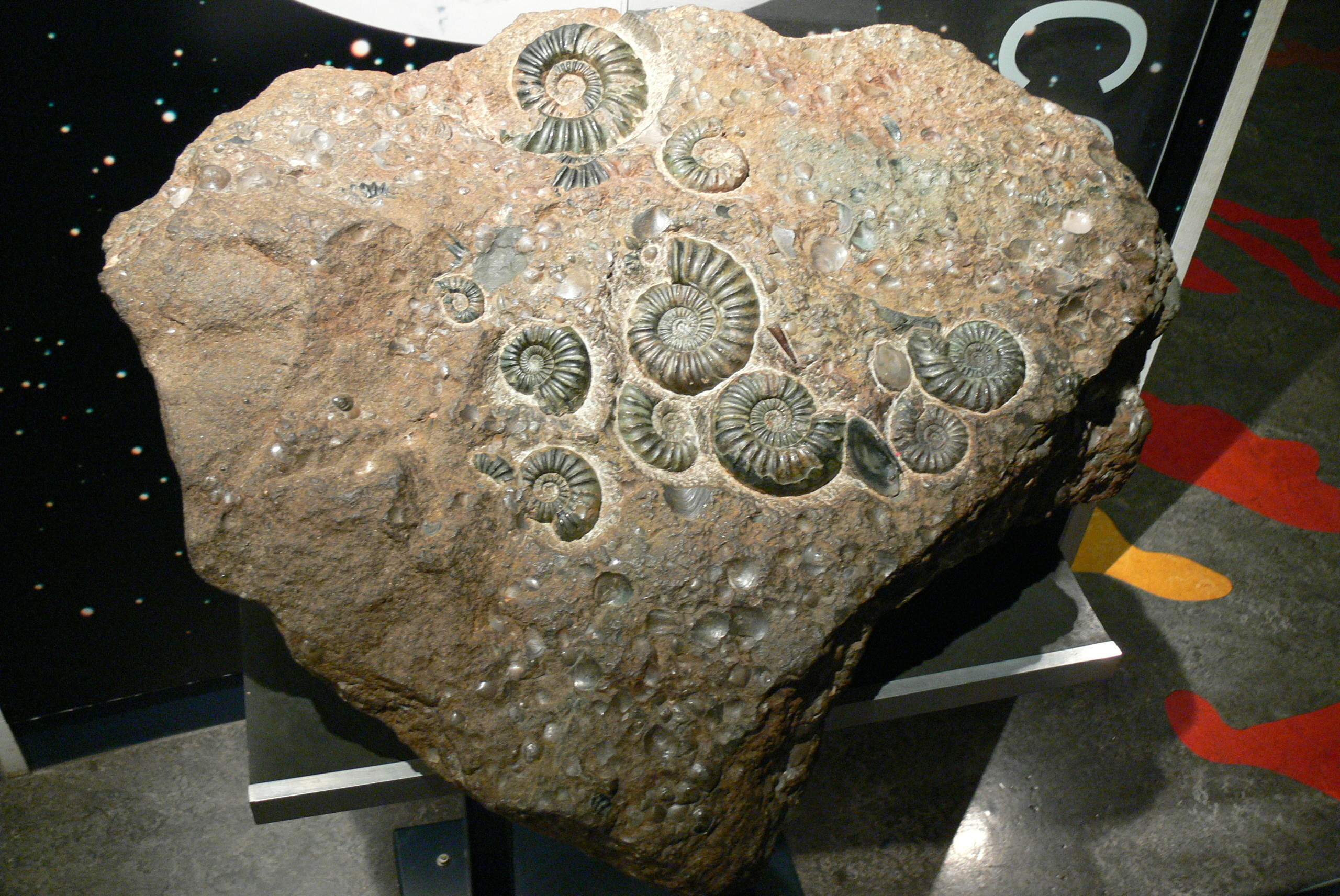
Skamieniałe amonity
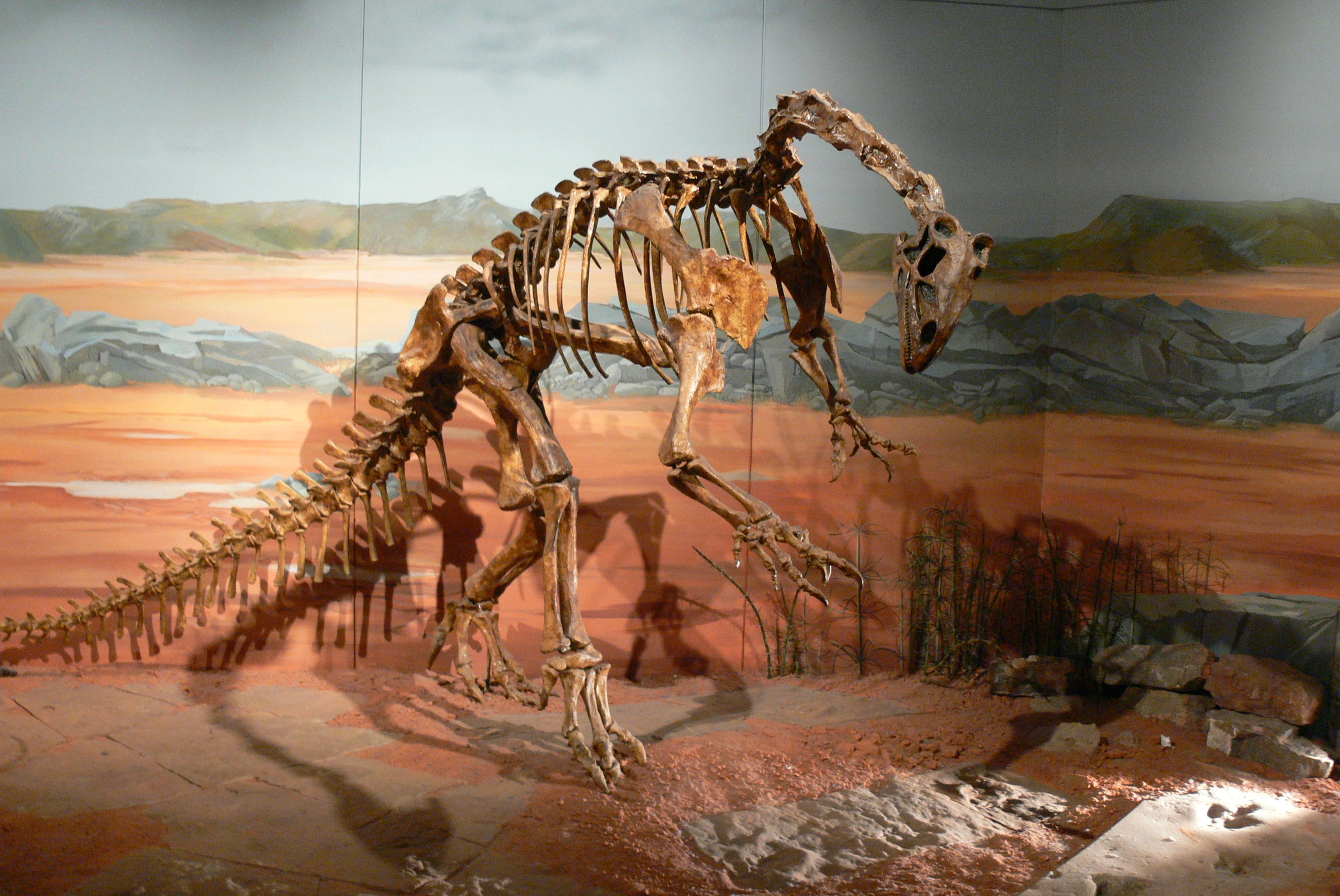
Tekodontozaur
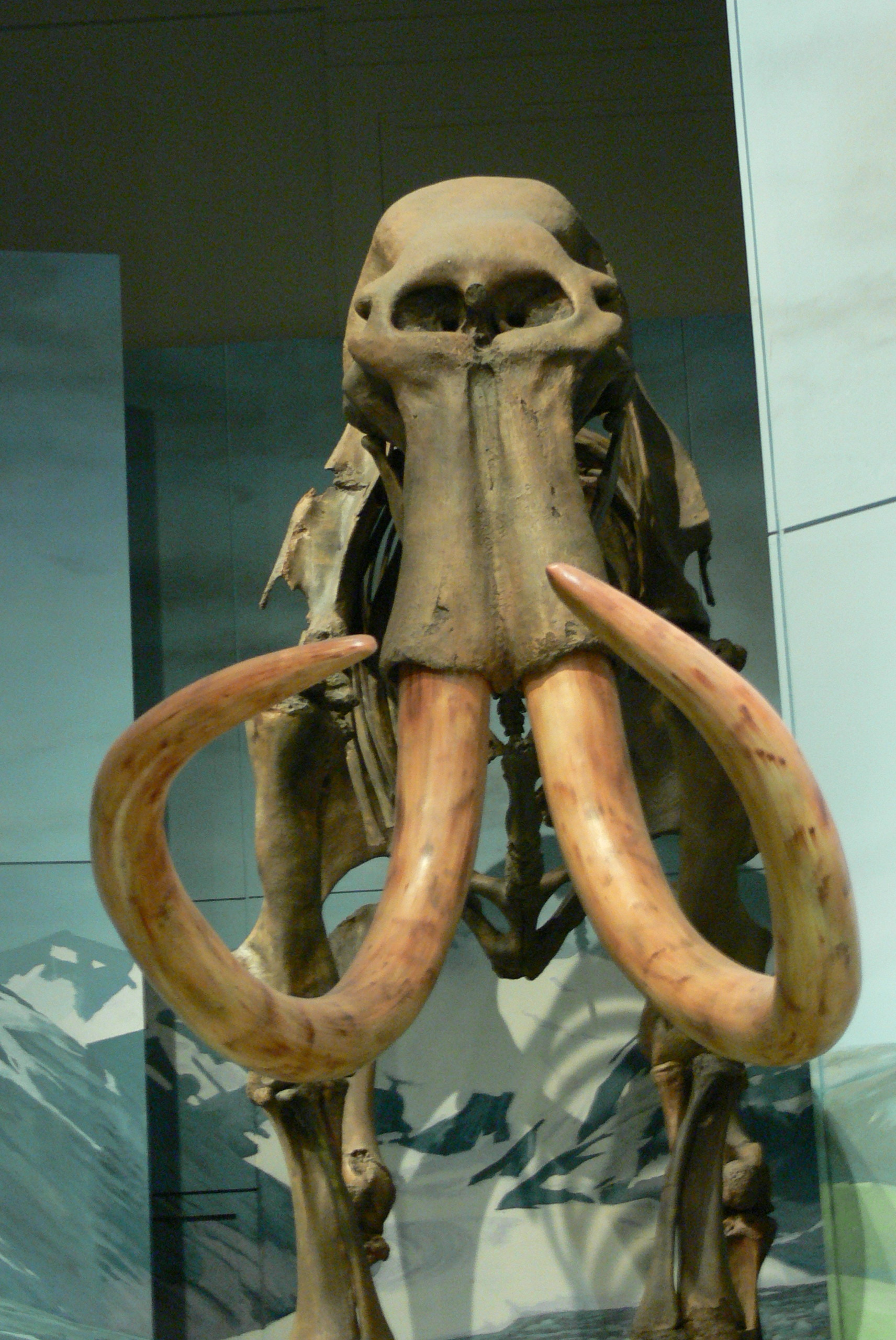
Mamut włochaty

### Dział archeologiczny
W tej galerii eksponowane są m.in. szczątki neandertalczyków, pochodzące sprzed ok. 230 000 lat, oraz wykopaliska z okresu podboju wysp brytyjskich przez Rzymian. Eksponaty w galerii obejmują okres chronologiczny od paleolitu poprzez mezolit, neolit, epokę brązu, epokę żelaza, starożytny Rzym po średniowiecze. Z epoki brązu na uwagę zasługuje pochodzący z ok. 2000 roku p.n.e. złoty naszyjnik w kształcie półksiężyca, tzw. Llanllyfni lunula (półksiężyc z Llanllyfni). Z epoki żelaza wyróżnia się odlew przedstawiający mitologiczną bestię. Okres podbojów rzymskich z kolei reprezentuje tzw. Abergavenny Leopard Cup (puchar z lampartem z Abergavenny), prawdopodobnie najpiękniejsze rzymskie naczynie znalezione na terenie Walii. Okres wczesnego średniowiecza reprezentują inskrypcje kamienne i rzeźby, a późnego – źródła pisane i przedmioty kultu religijnego.

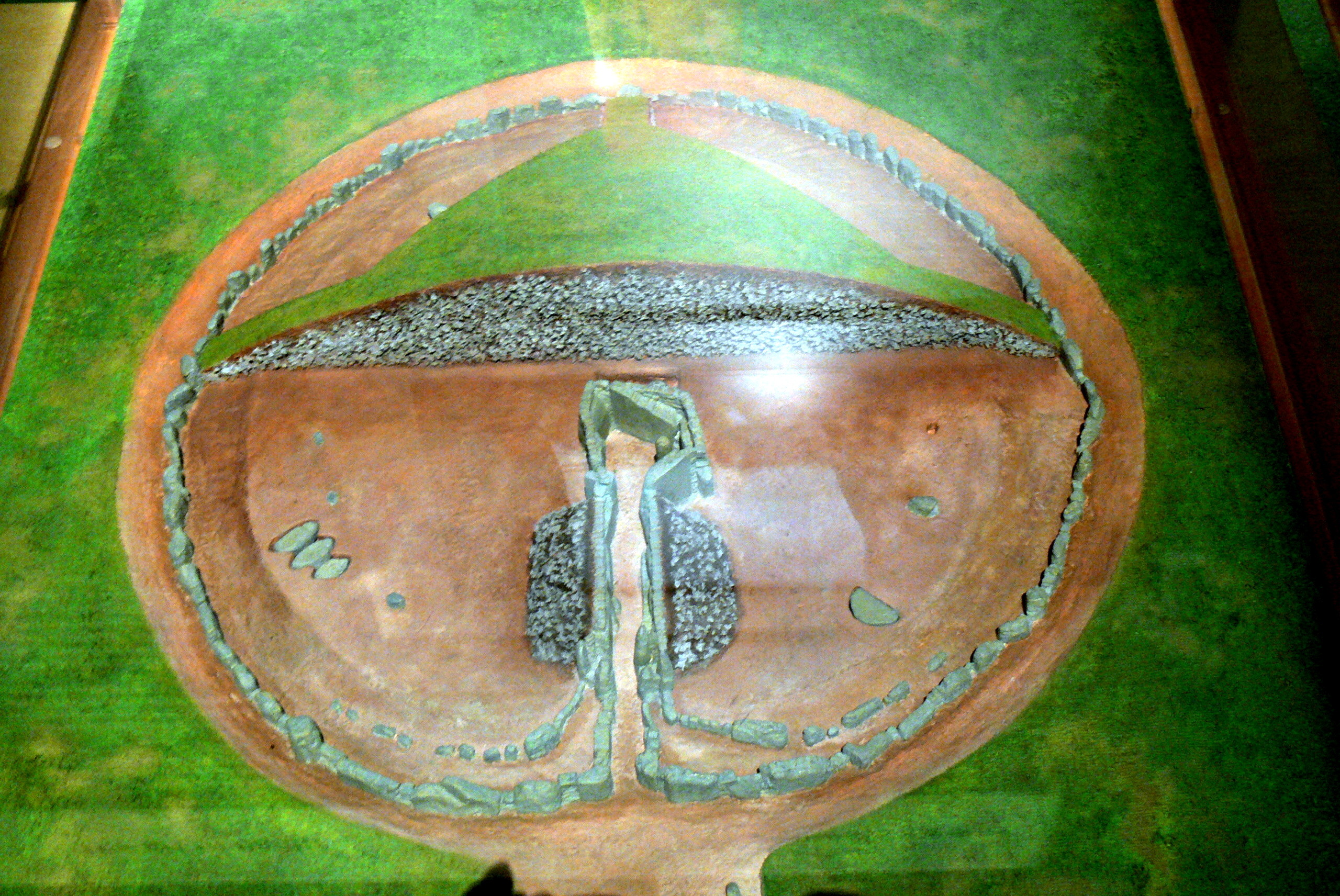
Model grobowca Bryn Celli Ddu (Anglesey, 3000 p.n.e.)
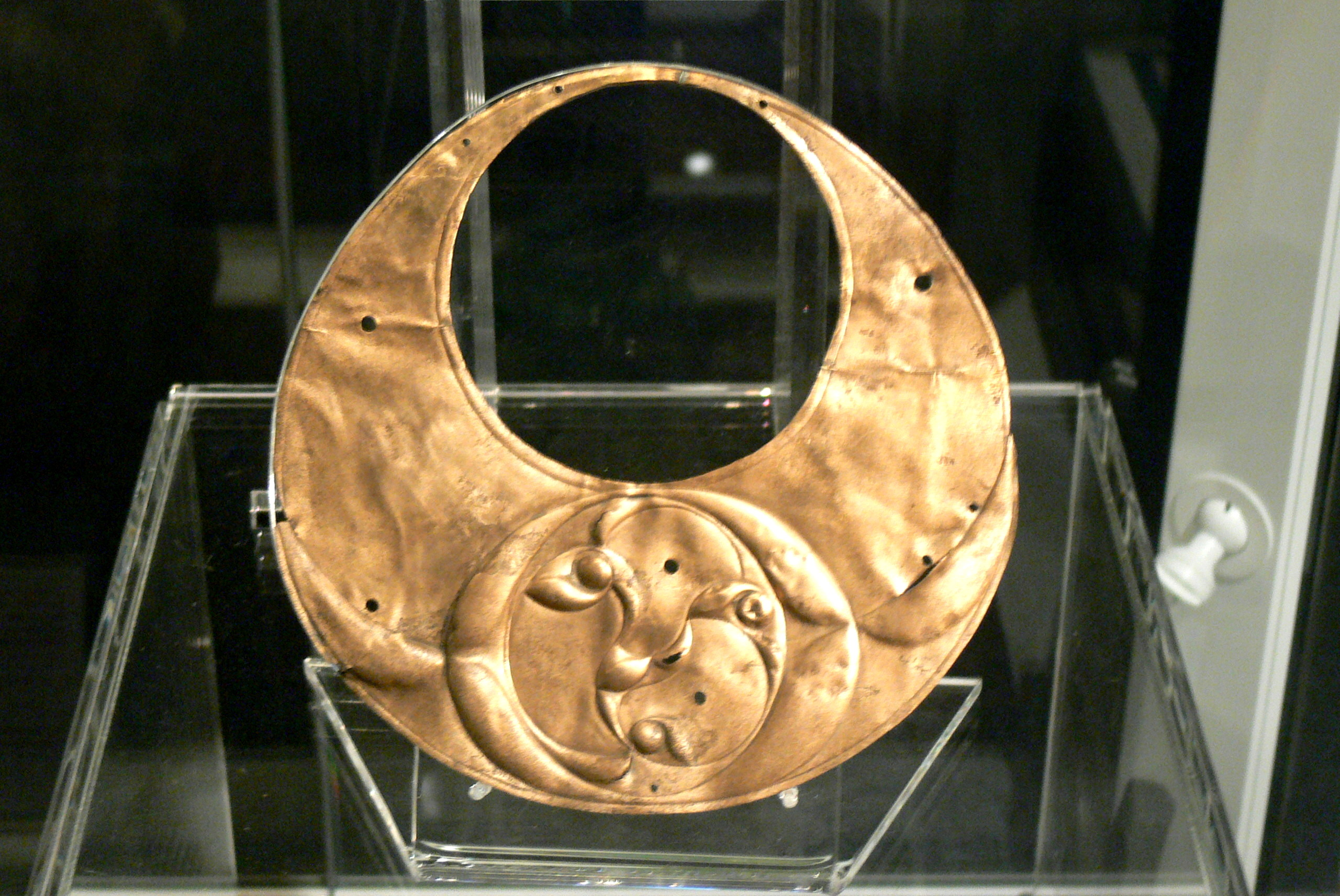
Naszyjnik Llanllyfni lunula (Llanllyfni, 2000 p.n.e.)
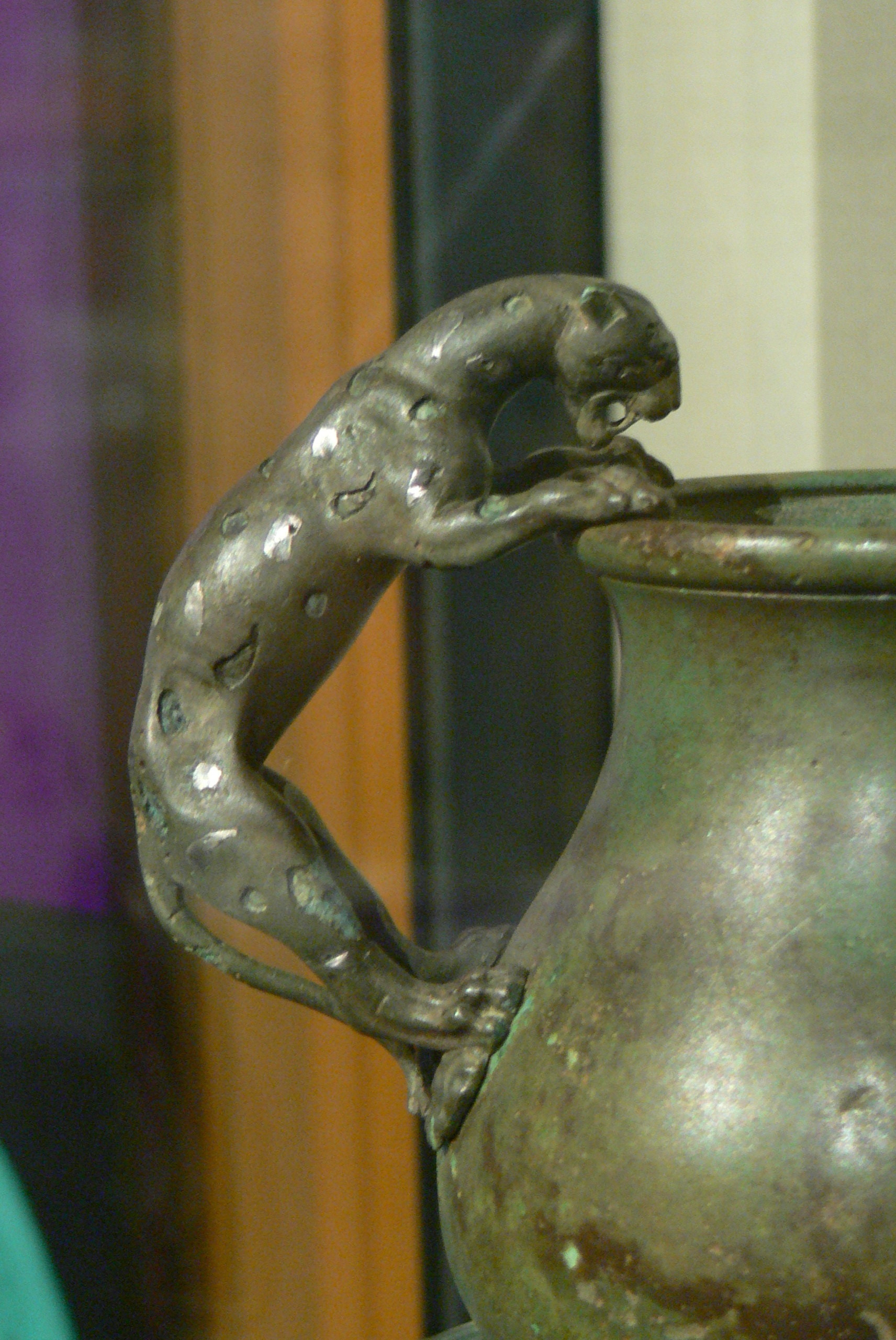
Uchwyt naczynia rzymskiego w kształcie lamparta (Abergavenny, I w. n.e.)
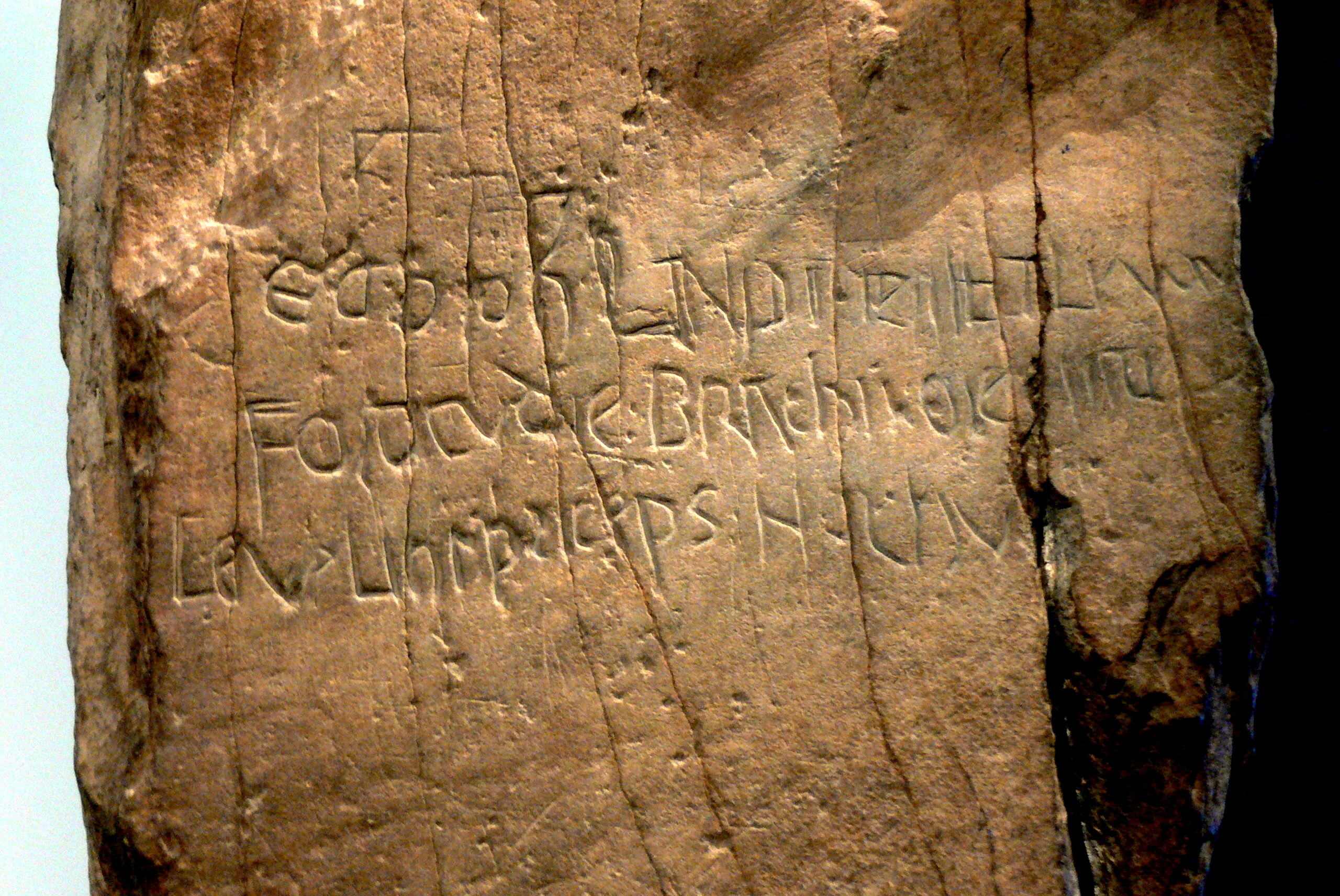
Inskrypcja łacińsko–walijska (Aberconwy, 1198–1230 )